# Vaotettix parallelus
Vaotettix parallelus is een rechtvleugelig insect uit de familie doornsprinkhanen (Tetrigidae). De wetenschappelijke naam van deze soort is voor het eerst geldig gepubliceerd in 1986 door Podgornaya.